# Biel Company Vives
Gabriel Company Vives (María de la Salud, Baleares, 16 de febrero de 1992), conocido como Biel Company, es un exfutbolista español que jugaba de defensa.

## Trayectoria
Se formó en el C. D. Manacor hasta 2006 que fue fichado por el Real Madrid C. F. formándose ahí durante cuatro temporadas, dos de cadete y dos de juvenil. 
El R. C. D. Mallorca se fijó en él y logró hacerse con el futbolista el verano de 2010. Así, terminaba su etapa de juvenil en la División de Honor, logrando quedar en segundo puesto de la liga.
Se apostó por él para formar parte del R. C. D. Mallorca B en la temporada 2012-13 y debutó con el primer equipo en la máxima categoría.
En 2017 fichó por el Pafos F. C. de la Primera División de Chipre, y un año más tarde pasó al F. C. Hermannstadt de la Liga I rumana. Tras estas dos experiencias en el extranjero, en septiembre de 2020 regresó al C. D. Manacor.
El 7 de noviembre de 2021 anunció su retirada a los 29 años de edad debido a los problemas físicos en una de sus rodillas.

## Clubes
| Club                  | País    | Año       |
| --------------------- | ------- | --------- |
| R. C. D. Mallorca "B" | España  | 2011-2015 |
| R. C. D. Mallorca     | España  | 2015-2017 |
| Pafos F. C.           | Chipre  | 2017-2018 |
| F. C. Hermannstadt    | Rumanía | 2018-2020 |
| C. D. Manacor         | España  | 2020-2021 |

## Vida personal
Es nieto del ciclista Gabriel Company Bauzà, que obtuvo varios triunfos de etapa durante la Vuelta a España en los años 1950. También es sobrino del exlíder del Partido Popular de las Islas Baleares, Biel Company.